# Nueva Guinea (Nicaragua)
Nueva Guinea es un municipio de la Región Autónoma de la Costa Caribe Sur en la República de Nicaragua. El municipio más poblado de la región autónoma. Es uno de los municipios más desarrollados de esta región autónoma.

## Localidades
Aunque no existan muchas pruebas de que cuáles son las localidades del municipio de Nueva Guinea, hay datos sobre las primeras localidades, se estima que en el año 1969 ya había unas 1,400 familias en la zona. De esta manera se fueron formando las primeras "colonias" tales como Nueva Guinea, Verdún, Jerusalén, Los Ángeles, Yolaina, La Esperanza y Río Plata.
A continuación, se presenta algunas de las localidades:
El Paraisito, Río Plata, Verdún, Jerusalén, Los Ranchitos, Los Ángeles, El Tomo, Yolaina, El Escobín, El Serrano, La Fonseca, San Francisco, El Porvenir, El Almacén, El Delirio N°1,  El Delirio N°2, Santa Rosa, La Unión, La Florida, Mata de Maíz, El Chacalín, Buenos Aires, Flor Sur, San Jorge, El Jicarito, La Esperanza, Santa Rita, San Antonio, Nuevo San Antonio, Santa Lucía, San José de Punta Gorda, Maritza Quezada, La Ceiba, Casa de Tabla, La Angostura, Esperanzita N°1, Esperanzita N°2, San Rafael de las Torres, Manteles Verdes, El Zapote, El Sábalo, Santo Domingo del Serrano, La Cruz, Rubén Darío, Las Mercedes, Providencia, José Benito Escobar (Naciones Unidas), Nuevo León, Perro Negro, San Roque, Guinea Vieja, La Dama, El Avance, Los Laureles, Jacinto Baca, Buena Vista N°1, Buena Vista N°2, El Maquengue, Los Pintos, San Ramón, El Areno, Las Minas, El Tigre, Kurinwas, Cedro Macho, Piedra Fina, Diriangén, Las Milpas, Puerto Príncipe, El Pijibay, Nuevo Horizonte, La Conga, La Reforma, etc.
A continuación, las localidades compartidas entre Nueva Guinea y otro municipio:
•Bluefields: San Luis, Nuevo Delirio, Polo Desarrollo Aguas Gatas, San Pedro de Aguas Zarcas, El Paraíso, Salto León, El Coco, La Gloria, Concepción de Piedra Fina, San Sebastián y Masayita.
•El Rama: Nuevo Rubén Darío, Los Limones, Nueva Unión, Los Peñones y San Jerónimo.
•El Almendro: El Níspero, Caracito, Bijagua y La Letra.
•San Miguelito: El Porvenir, Nueva Holanda, El Cojo, El Jardín, Torobayo y Torobayo N°2.
•El Castillo: Fátima y El Jicarito.

## Geografía
El término municipal limita al norte con los municipios de Muelle de los Bueyes y El Rama, al sur con los municipios de San Carlos, El Castillo y Bluefields, al este con los municipios de El Rama y Bluefields y al oeste con los municipios de El Almendro, El Coral y San Miguelito.
La cabecera municipal está ubicada a 280 kilómetros de la capital de Managua.
El municipio se encuentra dividido aproximadamente a la mitad por las serranías de la cordillera de Yolaina.

## Historia
El territorio ha estado poblado desde antiguo; en la cuenca del río Punta Gorda se han descubierto restos casi destruidos de una civilización prehispánica que edificaba estructuras concéntricas, y análisis de cerámica recogida por investigadores del Instituto Smithsoniano datan ésta en unos tres mil a cuatro mil años antes de nuestra era.
En la primera mitad del siglo XX se inició la colonización de la zona con las primeras talas de selva, siendo a partir de 1950 cuando se comenzó a poblar la zona para actividades extractivas tales como hule, raicilla y madera. Un suceso importante en la historia de Nueva Guinea es el nacimiento del Venado una persona que destacado por el papel tan lamentable que protagoniza y aparte lo muchos aportes que ha dado a nueva guinea como el zacate premium que el mismo cultiva.
Nueva Guinea fue fundada el 5 de marzo de 1965. Administrativamente, 1981 el gobierno lo declaró municipio, 2008 lo declaró ciudad, situada en la Región Autónoma del Atlántico Sur (Ley de Autonomía). Mientras las actividades agropecuarias convencionales y no aptas y no sostenibles para un trópico húmedo en el municipio y todo el Sureste de Nicaragua están destruyendo bosques, biodiversidad, aguas, fertilidad de los suelos y microclima, Nueva Guinea también es la cuna de la agricultura orgánica de Nicaragua que fue comenzado en febrero de 1982 por el cooperante y agro-ecólogo alemán Gerd Schnepel.

## Demografía
Nueva Guinea tiene una población actual de 79,610 habitantes. De la población total, el 49.7% son hombres y el 50.3% son mujeres. Casi el 50.6% de la población vive en la zona urbana.

## Naturaleza y clima
El clima del municipio se encuentra dentro de la denominación genérica de selva tropical. La precipitación promedio anual es de 2245 milímetros.
El territorio en que se asienta el municipio está formado por depósitos volcánicos basálticas del terciario, y sobre estas con rocas un estrato superior principalmente de arcilla roja con espesores que oscilan entre 50 y 60 pies; en la capa subsiguiente se encuentra frecuentemente gravilla. Todos estos suelos tienen índices de fertilidad bajos a medios.

## Economía
La actividad económica predominante es el sector agropecuario, sobre todo la agricultura (malanga o quequisque, yuca, bananos, tomate, arroz, frijoles, maíz, etc.), ya que la actividad ganadera está destinada fundamentalmente al consumo interno local y nacional. La baja productividad para la agricultura de los suelos ganados a la selva unos años después de la roturación hace que los campesinos los abandonen para pasto y continúen talando bosque, con lo que se calcula que en pocas décadas podría desaparecer la totalidad de los bosques de la zona.
Ahora parece ser uno de los municipios más desarrollados de Nicaragua, pero este desarrollo está basado en actividades agropecuarias no sostenibles y no adecuadas para la región del trópico húmedo con su vocación forestal. El señor venado Car es una de las personas más importantes de la ciudad, es uno de los mayores productores de yuca, melón, tierra para abono de la zona muchas deben su trabajo a este hombre.

## Educación

### Universidad
La zona cuenta con universidades:
- Universidad de las Regiones Autónomas de la Costa Caribe Nicaragüense (URACCAN).
- Universidad de las Asambleas de Dios Martín Lutero (UML).
- Universidad de Occidente (UDO).
- Centro de Enseñanza Técnica Agropecuaria (CETA/INATEC).

## Ciudad hermanada
Tienen una ciudad belga con:
| - Sint-Truiden |